# Jan Krikken
Jan Krikken (Groningen, 7 augustus 1944 – Leiderdorp, 2 september 2022) was een Nederlands entomoloog.

## Biografie
Krikken groeide op in Groningen. Op de middelbare school was hij klasgenoot van Meindert Hielkema. Zijn interesse in kevers ontstond toen Hielkema's vader hem in contact bracht met mede-NEV-lid Piet Kuyten. Door dit contact koos Krikken voor de studie biologie. In 1963 werd hij lid van de Nederlandse Entomologische Vereniging (NEV).
Gedurende zijn studie liep Krikken stage bij Piet den Boer, Jacobus van der Vecht en Koos Wiebes. Nog voor zijn afstuderen kreeg hij een baan aangeboden bij Naturalis. Hij werd student-assistent, maar hoefde niet te onderwijzen. Na zijn slagen kon Krikken aan de slag als conservator.
In 1988 trad Krikken toe tot het bestuur van de NEV.
Half 2005 nam Krikken afscheid als adjunct directeur bij Naturalis.
Krikken was tevens werkzaam als forensisch entomoloog: hij werd bij politieonderzoeken betrokken om aan de hand van de in het stoffelijk overschot aanwezige insecten het juiste tijdstip van overlijden te bepalen.
Hij overleed 2 september 2022 te Leiderdorp.
- Bibsys: 90303944
- International Standard Name Identifier: 0000 0000 2372 2621
- Library of Congress Control Number: n84095031
- Nederlandse Thesaurus van Auteursnamen: 073299367
- Virtual International Authority File: 9600149108517668780009